# Lembach (Gemeinde Rappottenstein)
Lembach ist eine Ortschaft und eine Katastralgemeinde der Gemeinde Rappottenstein im Bezirk Zwettl in Niederösterreich. Die Ortschaft hat 113 Einwohner (Stand 1. Jänner 2024).

## Geschichte
Der Ort wurde 1363 zum ersten Mal schriftlich als Lengpach erwähnt, der Name bedeutet so viel wie „langer Bach“.
Im Jahr 1822 wurde der Ort als Dorf mit 35 Häusern genannt, das nach Kirchbach eingepfarrt war, wohin auch die Kinder eingeschult wurden. Die Herrschaft Rottenbach besaß die Ortsobrigkeit und übte die Landgerichtsbarkeit aus, die Herrschaft Rosenau besorgte die Konskription und die Herrschaft Ottenstein und der Stift Zwettl hatten die Grundherrschaft inne.
Mit der Aufhebung der Grundherrschaften wurde der Ort 1849 eine Katastralgemeinde der Gemeinde Kirchbach.
Laut Adressbuch von Österreich waren im Jahr 1938 in Lembach ein Sägewerk, ein Schmied, ein Zementwarenerzeuger und einige Landwirte ansässig.
Am 1. Jänner 1972 wurde Lembach als Teil der Gemeinde Kirchbach nach Rappottenstein eingemeindet.

## Siedlungsentwicklung
Zum Jahreswechsel 1979/1980 befanden sich in der Katastralgemeinde Lembach insgesamt 60 Bauflächen mit 20.779 m² und 15 Gärten auf 12.425 m², 1989/1990 gab es 61 Bauflächen. 1999/2000 war die Zahl der Bauflächen auf 127 angewachsen und 2009/2010 bestanden 80 Gebäude auf 119 Bauflächen.

## Bodennutzung
Die Katastralgemeinde ist landwirtschaftlich geprägt. 254 Hektar wurden zum Jahreswechsel 1979/1980 landwirtschaftlich genutzt und 368 Hektar waren forstwirtschaftlich geführte Waldflächen. 1999/2000 wurde auf 200 Hektar Landwirtschaft betrieben und 423 Hektar waren als forstwirtschaftlich genutzte Flächen ausgewiesen. Ende 2018 waren 188 Hektar als landwirtschaftliche Flächen genutzt und Forstwirtschaft wurde auf 427 Hektar betrieben. Die durchschnittliche Bodenklimazahl von Lembach beträgt 20,9 (Stand 2010).